# 拉尔斯-伯耶·埃里克松
拉尔斯-伯耶·埃里克松（瑞典語：Lars-Börje Eriksson，1966年10月21日—），瑞典男子高山滑雪运动员。他曾代表瑞典参加1988年冬季奥林匹克运动会高山滑雪比赛，获得一枚铜牌。